# Rudka
Rudka je obec v okrese Brno-venkov v Jihomoravském kraji, asi 28 kilometrů západně od centra Brna. Rozkládá se v Křižanovské vrchovině. Žije zde 405 obyvatel. Obec leží po obou březích Bobravy, která pramení v lese nedaleko obce v nadmořské výšce 495 m. Na jejím toku je v obci vybudován rybník.

## Historie
Původní název obce byl Rutka (německy Ruden), což je odvozeno od naleziště železné rudy, jelikož se od pradávna v části obce Prachová těžila stříbrná ruda, později v 50. letech 19. stol. ruda železná. Počátkem 20. století]se také v obci ujala práce perleťářská. Jiný výklad název odvozuje od načervenalého jílu, na kterém vesnice leží.
První písemné zmínky o existenci osady se datují k roku 1330 (Ruden), kdy ji darovala královna Eliška Rejčka starobrněnskému ženskému cisterciáckému klášteru. Obec s klášterem měla takto společné osudy a po jeho zrušení (1782) i stejnou vrchnost, jen po husitských válkách byla za krále Zikmunda zastavena. V 2. polovině 15. století v Rudce měli manové kláštera svobodný dvůr, který byl v držení vladyky Jaroše z Rudky, později prodán Janu Cahovi, a patrně i tvrz, na které ještě v roce 1497 vladyka Jaroš sídlil. Roku 1569 byl dvůr osvobozen od činží a poplatků, J. Caha vykonával fojtství a hájenství lesa u Rudky, hostil a poskytoval nocleh úředníkům. Po zrušení kláštera r. 1782 byly pozemky patřící klášteru dány do nájmu a později prodány rytíři Františku Heintlovi. Roku 1840 se stal majitelem bývalého panství kníže Eduard Schönburg-Hartenstein.
Počátkem 17. století měla Rudka 14 domů. Po třicetileté válce (1648) zůstalo osídlených pouze 9 domů a 2 domky s činžovními rolemi a především obec ztratila velkou část polí. Do roku 1749 přibyly další 4 čísla domů. Na začátku 19. století pak došlo k velkému osídlení. To zde žilo 482 obyvatel.
Osada byla až do roku 1783 přifařena ke Zbraslavi, od tohoto roku k Domašovu, ale tak, že desátek brával farář zbraslavský. Rudka též po nějaká léta patřila k Rosicím, od kterých se roku 1869 odtrhla.

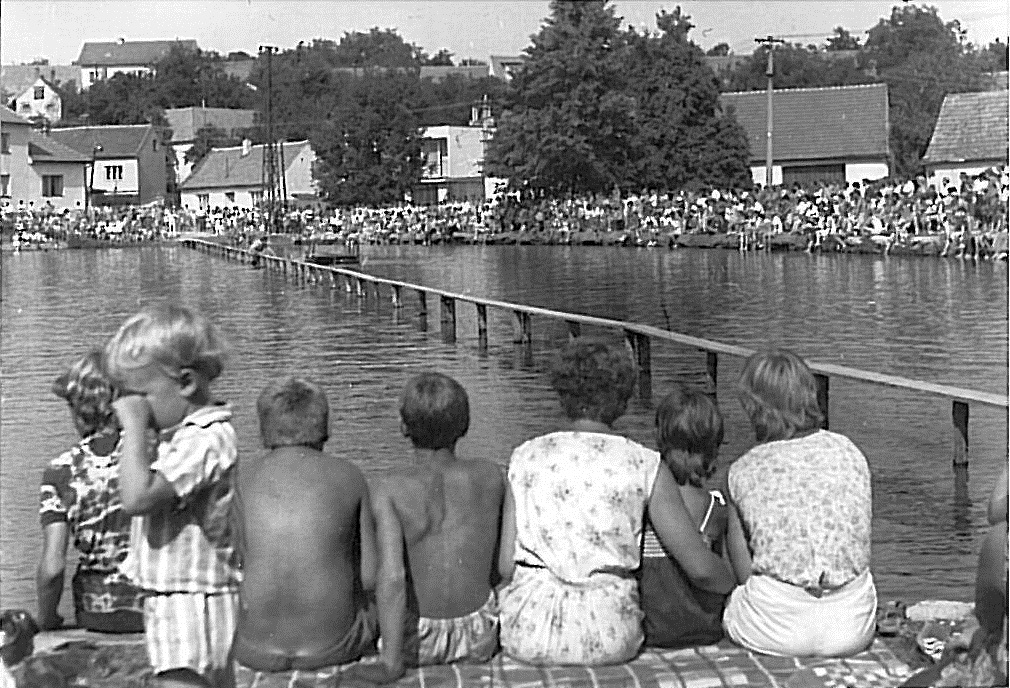
Závody přes rybník

### Závody přes rybník
V letech 1934–1989 se v obci konávaly závody v přejezdu místního rybníka. Byly pořádány místními hasiči, ale ne každoročně. V roce 1960 se konal poslední závod, další následoval až za patnáct let. Poté se tedy uskutečnily závody v roce 1975, pak 1976, oba závody vyhrál Dušan Němec z Rudky, a opět následovala další pomlka - tentokrát na devět let. Roku 1986 se poprvé závodu zúčastnily i dívky Jana Císařová z Rudky a Martina Křížová z Domašova, avšak první tři vítězné příčky obsadili hoši – 1. místo Stanislav Studený z Říčan, 2. místo René Blažek z Rudky, 3. Tomáš Kožnar také z Rudky. Úkolem závodníka bylo za co nejdelší čas přejet lávku dlouhou 90 metrů, širokou 14 – 27 cm a silnou 2,5 cm, která byla ve výšce 30 cm nad hladinou a hloubka vody byla asi dvoumetrová. Poslední závod se jel v červenci 1989, kdy s pořadateli spolupracoval i Vojtěch Polanský. Od roku 1991 začal stejné závody organizovat ve své obci (Říčany) pod názvem Říčanská lávka (od roku 1999 Starobrněnská lávka) a v Rudce tímto tato tradice zanikla.

## Obyvatelstvo
| Rok            | 1869 | 1880 | 1890 | 1900 | 1910 | 1921 | 1930 | 1950 | 1961 | 1970 | 1980 | 1991 | 2001 | 2011 | 2021 |
| -------------- | ---- | ---- | ---- | ---- | ---- | ---- | ---- | ---- | ---- | ---- | ---- | ---- | ---- | ---- | ---- |
| Počet obyvatel | 461  | 446  | 457  | 474  | 459  | 464  | 443  | 419  | 441  | 397  | 381  | 353  | 336  | 374  | 401  |
| Počet domů     | 54   | 60   | 60   | 63   | 62   | 64   | 81   | 104  | 101  | 102  | 107  | 116  | 120  | 125  | 144  |

Vývoj počtu obyvatel

## Obecní správa a politika
V letech 2006–2010 působila jako starostka Ing. Věra Kožnarová, od komunálních voleb v roce 2010 tuto funkci vykonává Marie Jirglová.

### Obecní symboly
Znak a vlajka byly obci uděleny rozhodnutím předsedy Poslanecké sněmovny Parlamentu České republiky dne 25. března 2005.

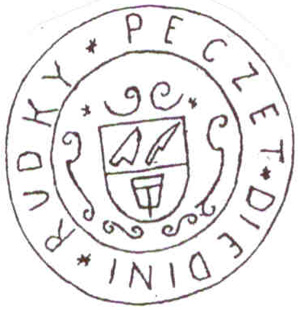
Obecní pečeť Rudky

#### Pečeť
Z doby před rokem 1752 pochází obecní pečeť, jež má nápis: „PECZET * DIEDINI * RVDKY“. Jedná se o tzv. znakovou pečeť. Pečetní obraz je tvořen děleným španělským štítem – tzv. kartuší s rolverky – v němž spatřujeme figury radlice, krojidla a obilný snop přeložený hráběmi.

#### Znak a vlajka obce
Nové obecní symboly byly navrženy heraldikem Miroslavem J. V. Pavlů. Základem znaku a vlajky obce je zelené pole, které symbolizuje zemědělský charakter obce, kopáč a zkřížené hornické mlátky (vše stříbrné se zlatou násadou a topůrky) pak dobývání železná ruda a stříbrné rudy, opatská berle a růže jako symbol dlouhodobé církevní vrchnosti.
V květnu roku 2006 se konalo žehnání znaku a vlajky obce.

## Doprava
Obec Rudka je součástí Integrovaného dopravního systému Jihomoravského kraje (IDS JMK). Spojení zde zajišťuje místní linka 410 (Litostrov – Domašov) a linka 401 (Velká Bíteš – Brno).

## Pamětihodnosti

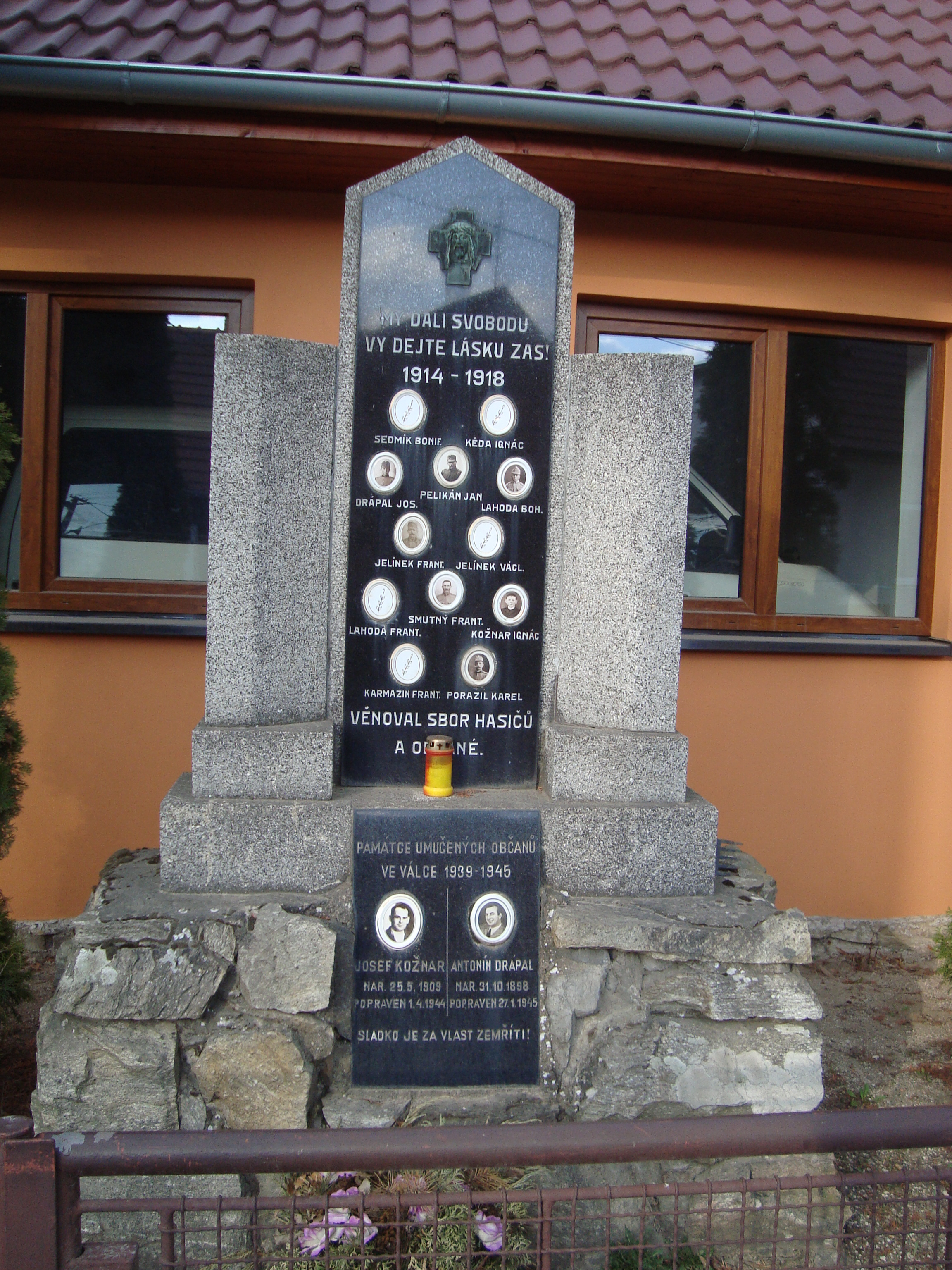
Památník obětem obou světových válek před budovou hasičské zbrojnice

- Zvonice
- Boží muka
- Dřevěný kříž u cesty do Domašova nad hrobem padlého německého vojáka Georga Nuselta, který zahynul v květnu roku 1945 na konci druhé světové války
- Památník obětem obou světových válek před budovou hasičské zbrojnice
- Rodný dům Josefa Jurana[14], který byl zapsán na seznam kulturních památek[5]
- Železný kříž u božích muk

## Školství
Pro děti od 3 do 6 let funguje v obci mateřská škola. Její budova se nachází v klidné části na konci vesnice v blízkosti lesa. Mateřská škola disponuje vlastní jídelnou a kuchyní, která poskytuje celodenní stravování pro děti i zaměstnance školy. Do základní školy musí děti dojíždět do Domašova (1. – 5. třída) a Ostrovačic (6. – 9. třída).

## Akce

### Babské hody
Mezi velké akce obce patří Babské hody. Konají se každoročně v sobotu v září v týdnu o sv. Václavu. Tradice hodů sahá až k roku 1930 a dříve. Hody začínají kolem druhé hodiny odpolední, kdy starostka či starosta obce předává hlavní stárkové tzv. hodové právo, kterým jí uděluje svolení pořádat hody, hodovou zábavu a veselici. V hodovému právu se zároveň ukládá povinnost udržovat pořádek v obci a starat se o zábavu každého účastníka hodů. Ostatním ukládá všestrannou pomoc první stárce. Poté následuje krojovaný průvod žen a dívek vesnicí, kdy účastnice hodů chodí zvát všechny občany na večerní hodovou zábavu a rozdávají rozmarýny. Před domem každé stárky je zastávka, tancuje se a stárky nabízí malé občerstvení.

### Plesy
V měsíci lednu a únoru bývají v místní hospůdce U Melkesů plesy. Velmi oblíbený je myslivecký ples, na němž nechybí typická výzdoba – zelené větve a stromky, lesní zvířata jako ceny do tomboly a samozřejmě i myslivci v zelených kamizolách. Pro hosty je připravena tradiční myslivecká kuchyně. Velký úspěch mívá také obecní ples, jehož tradice v obci přetrvává od roku 2005.

### Rozsvěcování vánočního stromu
První adventní neděli je slavnostně rozsvěcován vánoční strom. Po úvodním slovu starostky a následném rozsvícení zazpívají děti z mateřské školy koledy a zarecitují básničky.

### Živý Betlém

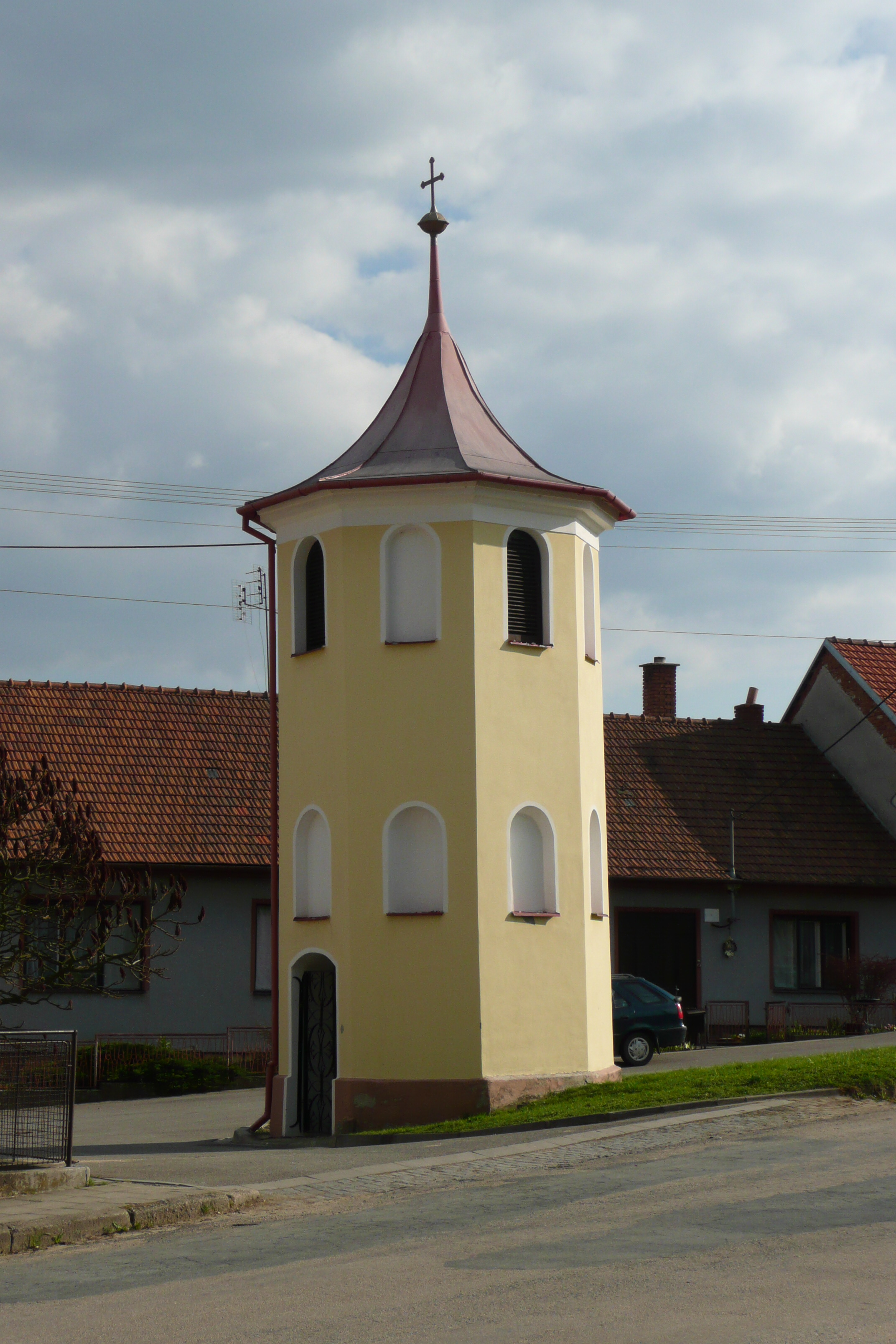
Zvonička v Rudce, místo konání představení živého betlému

Poslední prosincový týden se každoročně koná u zvoničky představení živého betlému. Je sehrána scénka, která připomíná putování Panny Marie a svatého Josefa do Betléma a narození jejich dítěte, Ježíše Krista, příchod Tří králů za Ježíšem se svými dary a jiné biblické události a postavy spjaté s obdobím Vánoc.

### Další kulturní akce
V březnu se koná oslava Mezinárodního dne žen a v květnu oslava Dne matek. Při nich vystupují děti z místní mateřské školy. Mezi další akce patří dětský maškarní karneval pořádaný ředitelkou mateřské školy, která dále spolu i s obecním úřadem pořádá dětské odpoledne na Mezinárodní den dětí.
V noci ze dne 30. dubna na 1. května se odehrává Filipojakubská noc, kdy se místní lidé schází u zapáleného ohně. V roce 2010 byla hranice postavena u cesty k boží muce.
Na Tři krále bývá tříkrálová sbírka, organizovaná farností Domašov, kde chodí děti přestrojené za tři krále v doprovodu dospělé osoby vybírat peníze na charitu.

## Kronika
O obci byly sepsány celkem čtyři kroniky.

## Ve filmu
V dubnu 2002 probíhalo v obci natáčení seriálu Černí baroni. Scény byly natáčeny v místním hostinci.

## Galerie

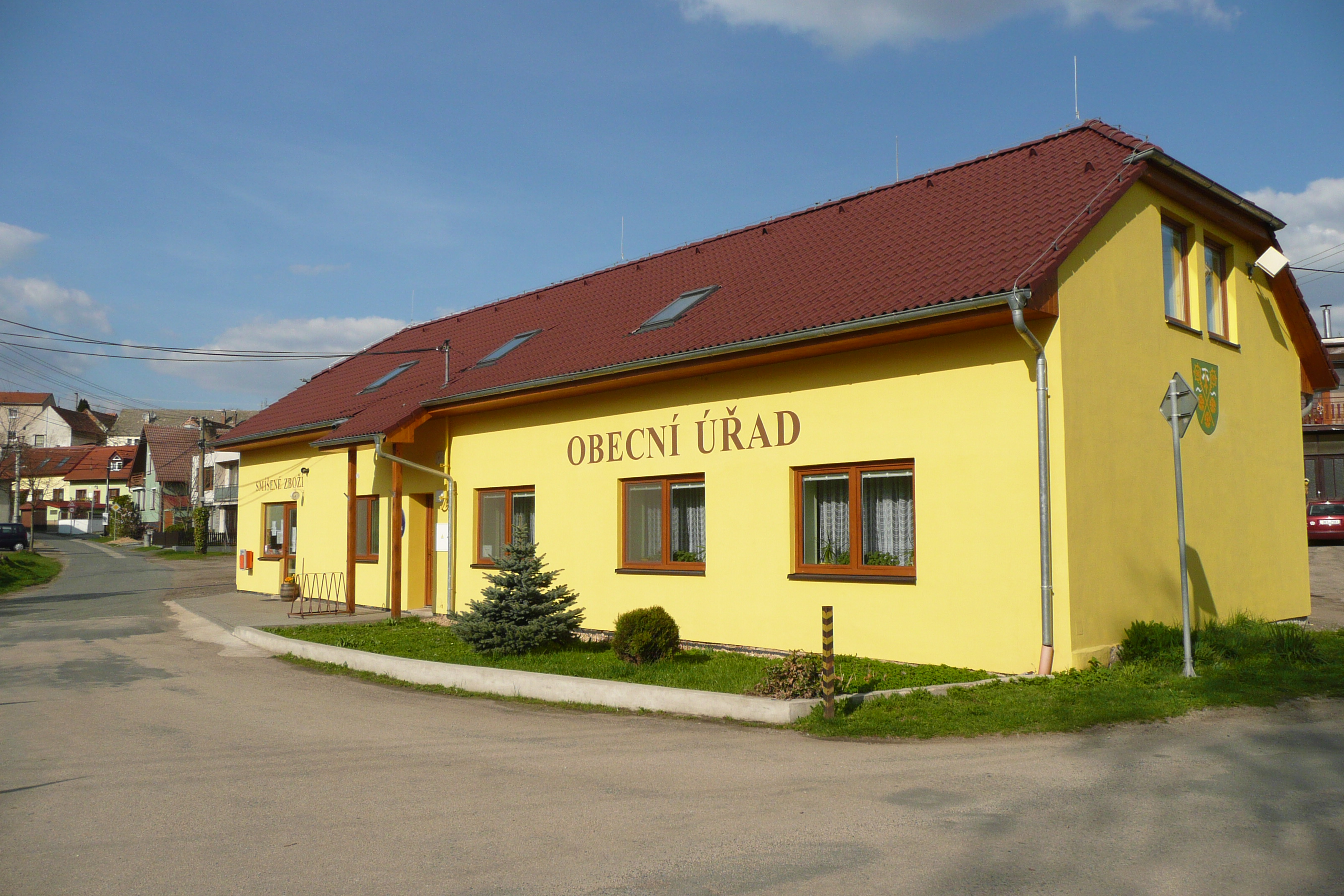
Obecní úřad v Rudce
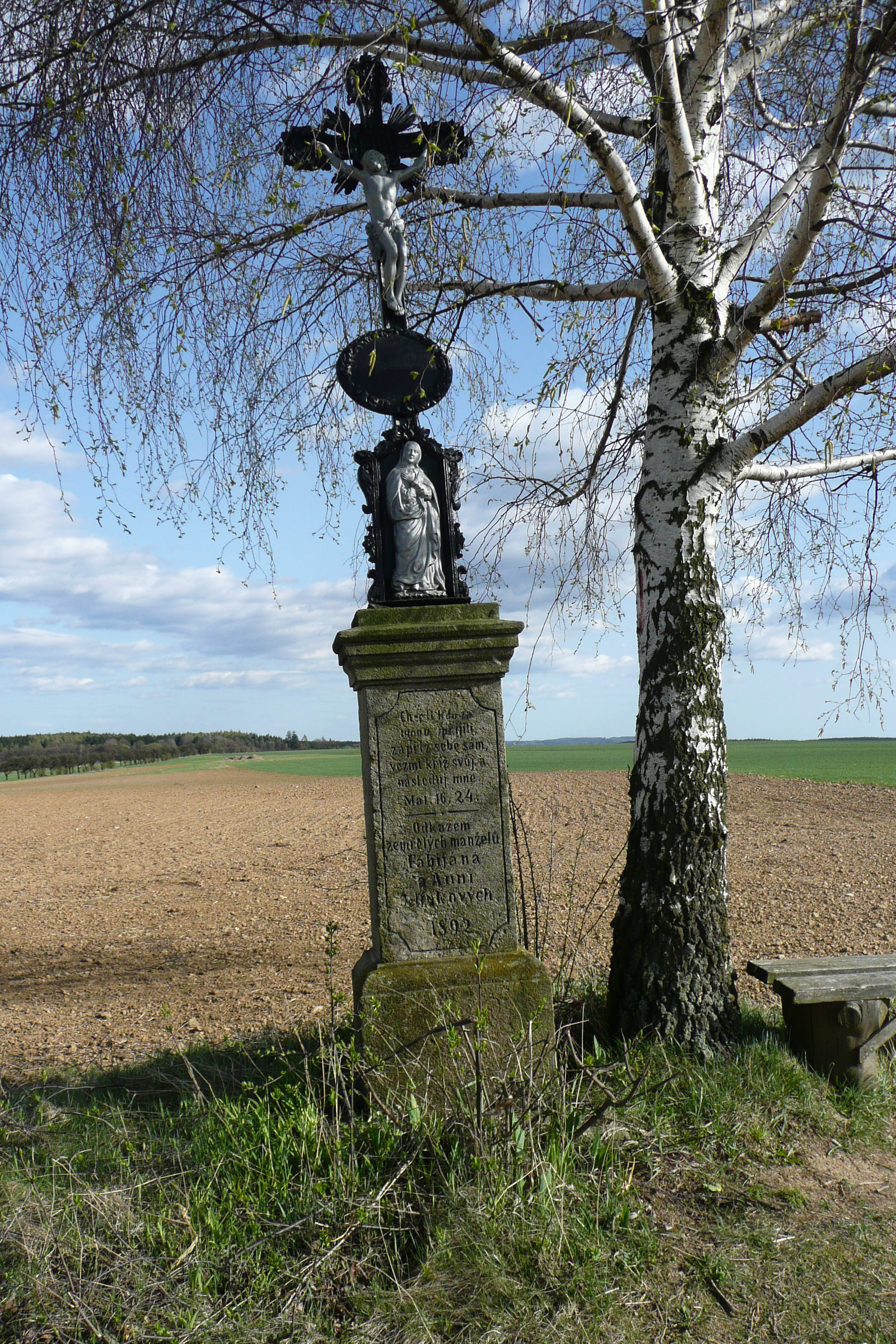
Kříž u boží muky
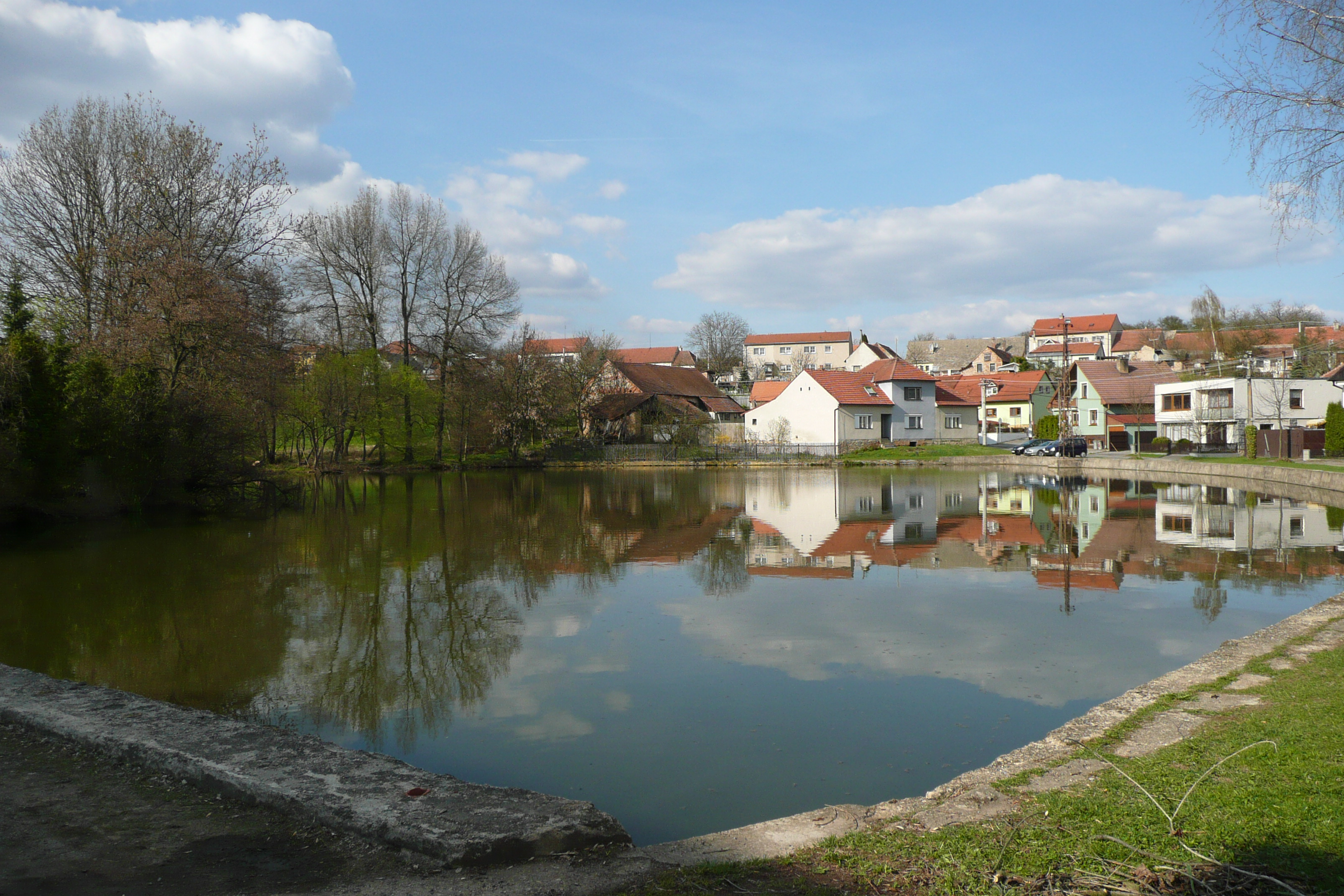
Rybník na návsi
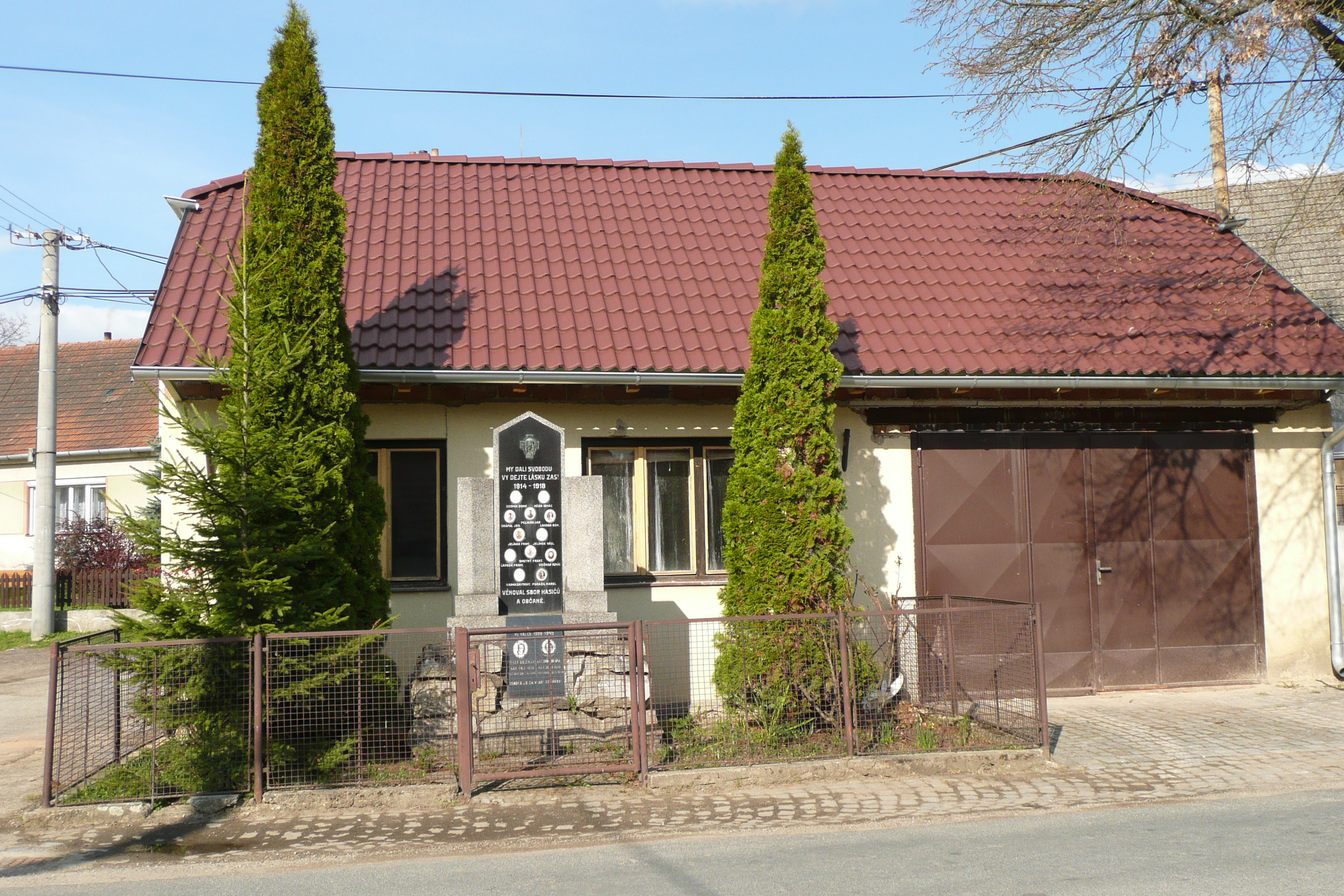
Hasičská zbrojnice
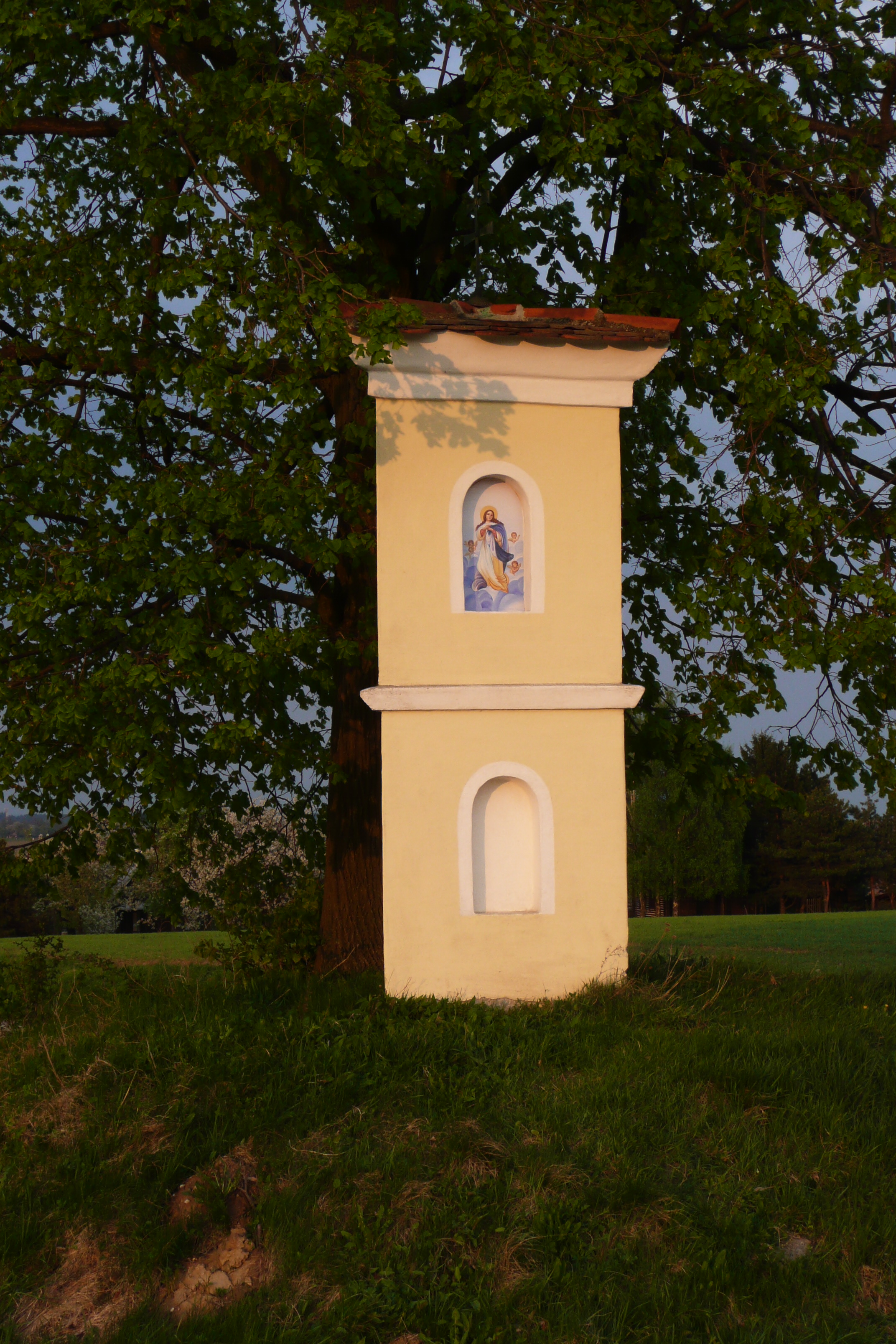
Boží muka